# Art Recovery Group
Art Recovery International dříve Art Recovery Group je soukromá společnost, kterou v roce 2013 založil Christopher A. Marinello. Společnost  poskytuje právní služby mezinárodnímu trhu s uměním a institucím kulturního dědictví při řešení sporů. Sídlí v Benátkách v Itálii.
Společnost byla založena v roce 2013 a původně se specializovala na vymáhání ukradených a nárokovaných uměleckých děl. V roce 2015 společnost spustila databázi „ArtClaim“ jako nový zdroj péče o trh s uměním. Program byl vyvinut s technologiemi Soza Technical a LTU a poprvé zavedl technologii rozpoznávání obrazu. V roce 2016 byla založena nezisková společnost se sídlem v USA a z databáze ArtClaim se stal ARTIVE.org.

## Historie
Art Recovery International založil v roce 2013 Christopher A. Marinello, právník specializující se na vymáhání odcizených a nárokovaných uměleckých děl. Před založením společnosti byl Marinello hlavním právním zástupcem rejstříku ztrát umění,  „Art Loss Register“. (Art Loss Register (ALR) je největší databáze odcizeného umění na světě. Počítačová mezinárodní databáze obsahuje informace o ztraceném a odcizeném umění, starožitnostech a sběratelských předmětech). Marinello byl zodpovědný za prakticky veškeré úspěšné vymáhání uměleckých děl v registru ztrát umění z let 2006–2013. V roce 2013 se Marinello,  nespokojený s metodami předsedy ALR Juliana Radcliffeho se rozhodl  založit vlastní firmu pro vymáhání uměleckých děl a vytvořit vlastní databázi ukradených předmětů. Společnost Art Recovery International měla téměř okamžitý úspěch a velké uznání klientů. Všechny služby společnosti jsou poskytovány orgánům činným v trestním řízení pro-bono.
Od svého založení společnost Art Recovery dohlížela na řadu významných případů vymáhání, včetně děl:
- Henri Matisse[6][7]
- El Greco[8]
- Maurice de Vlaminck[9]
- Paul Manship[10]
- Duccio di Buoninsegna[11]
- Henri Martin[12]
- Auguste Rodin[13]
- Jean-Antoine Houdon[14]
- Antoine Blanchard[15]
- Vincenzo Chilone[16]
- Michele Marieschi[17]

V roce 2015 společnost spustila databázi „ArtClaim“ jako nový zdroj náležité péče pro mezinárodní trh s uměním. Webová platforma zavedla technologii rozpoznávání obrazu do vyhledávání a registraci položek, aby zvýšila přesnost úsilí o omezení nezákonného obchodu s uměním. V říjnu 2015 byla databáze ArtClaim oceněna jako „Wealth Management Innovator of the Year“.  V roce 2016 byla založena nezisková společnost se sídlem v USA a z databáze ArtClaim se stal ARTIVE.org.

### Christofer A. Marinello
Generálním ředitelem a zakladatelem Art Recovery Group je Christopher A. Marinello, jeden z předních světových odborníků v oblasti restitucí a vymáhání ukradených a nárokovaných uměleckých děl. Podílel se na vymáhání umění v hodnotě více než 500 milionů dolarů a měl zásluhu na objasnění některých krádeží nejvýznamnějších uměleckých předmětů po celém světě.
Marinello také zastupoval dědice Paula Rosenberga v jejich úsilí o navrácení uměleckých děl zkonfiskovaných nacisty během druhé světové války. V květnu 2015 dohlížel Marinello na navrácení obrazu Henriho Matisse, který byl objeven v mnichovském domě Cornelia Gurlitta.
V roce 2013 Marinello spolu s New York University School of Professional Studies založil každoroční sympozium o umělecké kriminalitě a kulturním dědictví.